# Óhíd
Óhíd là một thị trấn thuộc hạt Zala, Hungary. Thị trấn này có diện tích 12,48 km², dân số năm 2010 là 579 người, mật độ 46 người/km².